# Elisa Brătianu

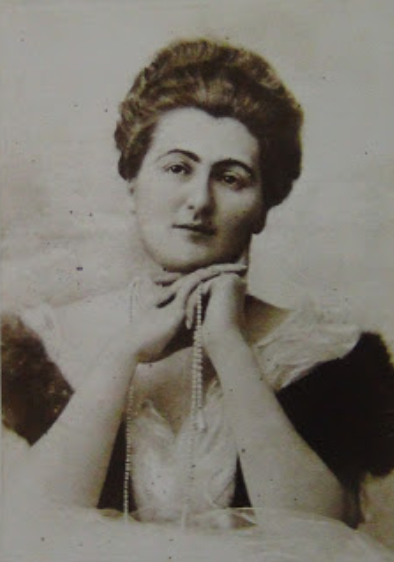
Elisa Brătianu (1943)

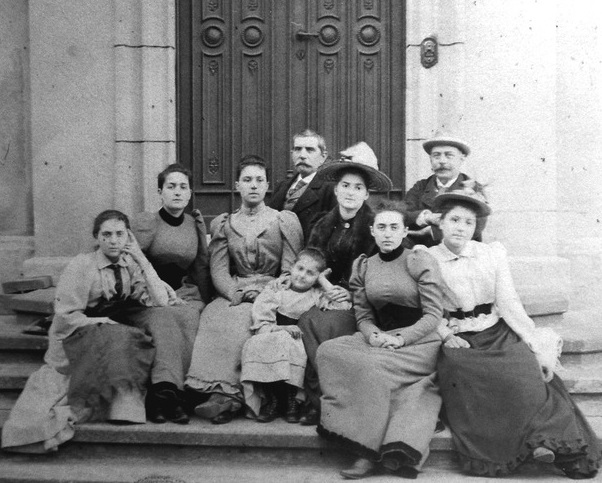
Die Familie von Alexandru B. Știrbei

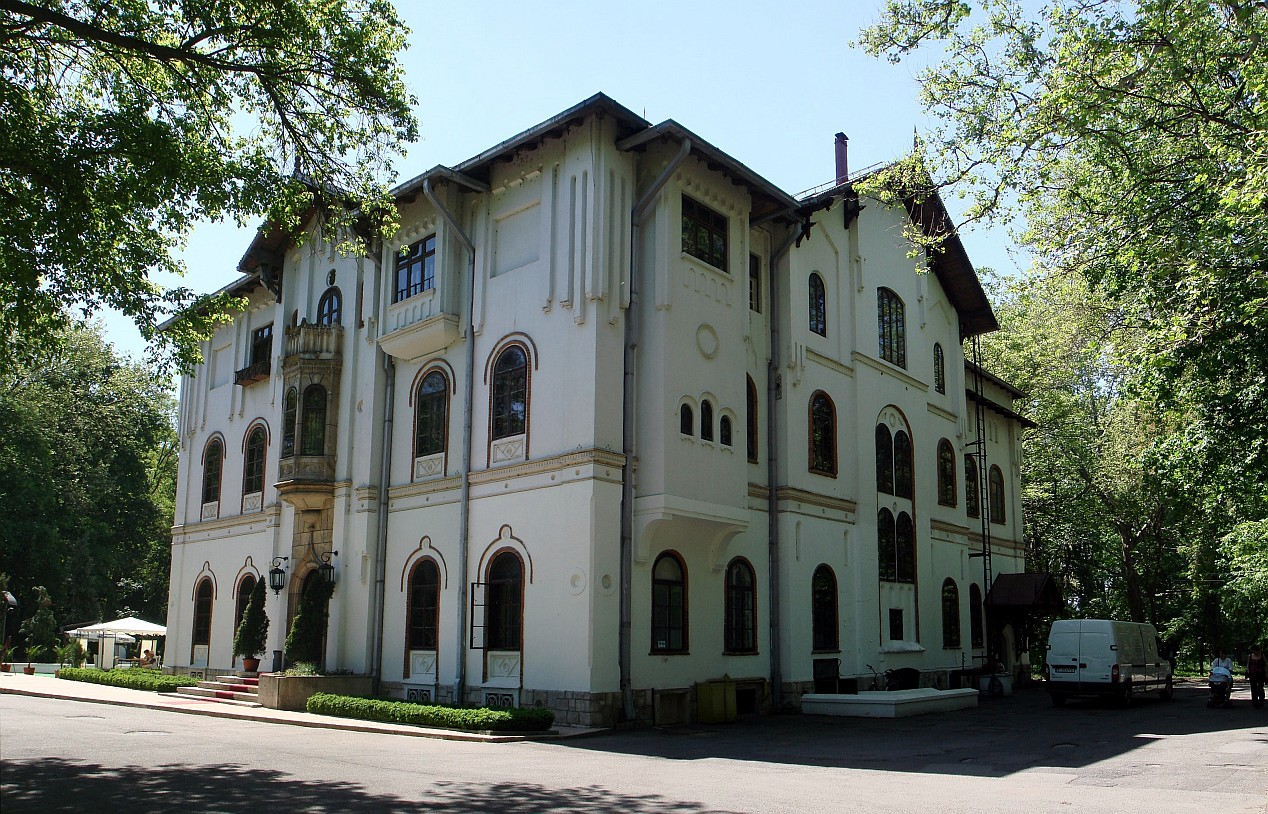
Ştirbei Palast, Buftea (2012)

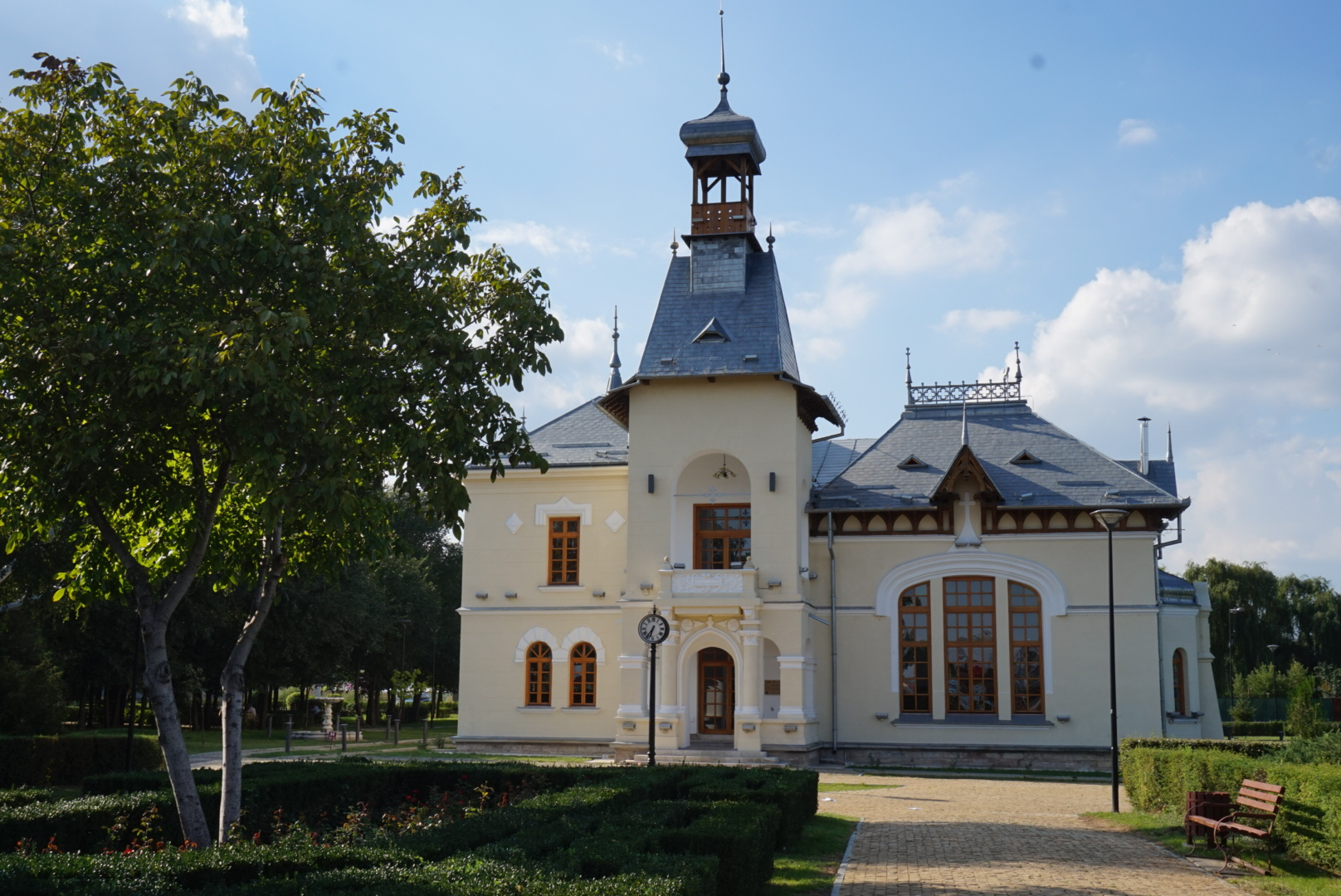
Villa Albatros (2015)

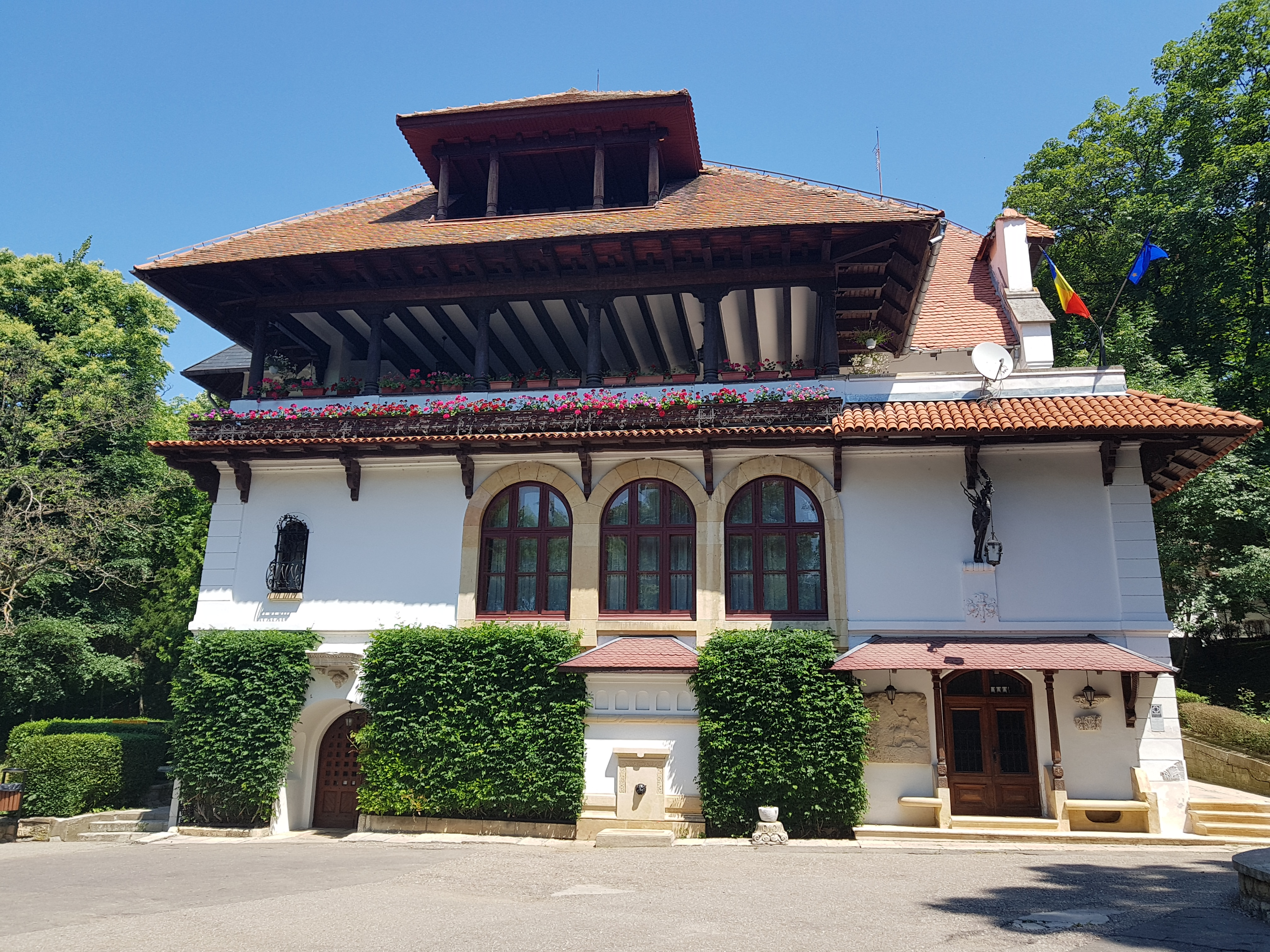
Die Villa Florica in Ștefănești, heute ein Museum (2019)

Elisa Brătianu, geb. Știrbei, gesch. Marghiloman (* 2. Mai 1870 in Buftea; † 13. Mai 1957 in Bukarest) war eine rumänische Aristokratin. Sie entstammte politisch einflussreichen Familien und war die Ehefrau des rumänischen Ministerpräsidenten Ion I. C. Brătianu. Nach dem Tod ihres Mannes baute sie eine Stiftung zur Erinnerung an ihn auf. Mit der Machtübernahme der Kommunisten im Jahre 1945 verlor sie Status und Vermögen.

## Biographie

### Frühe Jahre
Elisa Știrbei wurde als Tochter von Maria Ghika-Comănești und von Alexandru B. Știrbei im Știrbei Palast in Buftea geboren. Beiden Familien entstammten Fürsten der Walachei und Moldawiens; ihr Großvater Barbu Dimitrie Știrbei war der letzte Herrscher der Walachei. Er war von seinem Onkel Barbu C. Știrbey, dem letzten Bojaren der Walachei adoptiert worden, weil dieser keine leiblichen Nachkommen hatte. Știrbei und sein biologischer Bruder Gheorghe Bibescu waren in der walachischen Politik aktiv.
Elisa war das älteste von acht Kindern, ihre Geschwister waren Elena (1871–1897), Barbu A. (1872–1946), Zoe (1874–1896), Maria (1876–1963), Adina (1877–1967), Gheorghe (1883–1917) und Ioana (1885–1914). Die Kinder wurden zu Hause im Știrbei-Palast von einer Reihe von Lehrern unterrichtet, zu denen auch Ioan Slavici gehörte. Slavici machte Elisa Știrbei  mit dem Werk des Dichters Mihai Eminescu und erweckte so ihr Interesse für Literatur. Sie studierte Sprachen und sprach fließend Englisch, Französisch, Deutsch und Rumänisch.
Die Walachei und Moldawien waren erst wenige Jahre vor Elisa Știrbeis Geburt zum Königreich Rumänien vereinigt worden, und die Mutter Maria Ghika-Comănești wollte, dass sich ihre Kinder als Rumänen fühlten. Zur Mitgift der Mutter gehörten das Weingut und das Anwesen in Dărmănești, das der Familie Știrbei als Sommersitz diente. Der Vater war ein Industrieller, der sich für die Erhaltung und Erweiterung des architektonischen Besitzes seiner Familie interessierte und sich politisch engagierte.

### Wirken
1885 starb die Mutter von Elisa Știrbei im Alter von 34 Jahren bei der Geburt der jüngsten Tochter Ioana. 1890 heiratete Elisa auf Drängen ihres Vaters den 16 Jahre älteren, konservativen Politiker und späteren Ministerpräsidenten Alexandru Marghiloman. 1897 zog das Paar in die Albatros-Villa in Buzău, wo Știrbei einen englischen Landschaftsgarten plante und gestaltete, der ein Lieblingsort von Königin Marie von Rumänien wurde, den sie in ihren Memoiren erwähnte. Sie wurde vom Gärtner der Stadt Bukarest für seine Arbeit am Cișmigiu-Park und einer Reihe von Seen für das Bukarester Stadtviertel Colentina konsultiert. Știrbei förderte auch literarische Talente wie Nicolae Iorga und Pamfil Șeicaru, indem sie etwa die Herausgabe der Zeitschrift Floarea Darurilor finanziell unterstützte.
1906 ließen sich Elisa Știrbei und Alexandru Marghiloman scheiden. Știrbei erhielt ihren Mitgiftbesitz sowie mehrere tausend Hektar Land im Dorf Fundeni bei Zărnești zurück. Im März 1907 heiratete sie den liberalen Politiker Ion I. C. Brătianu, einen politischen Rivalen ihres früheren Ehemannes. Alsbald nahm sie eine wichtige Rolle in der rumänischen Politik ein, indem sie etwa als Gastgeberin für wichtige Persönlichkeiten fungierte. Die Ehe blieb kinderlos.
Während des Zweiter Balkankriegs gründete Elisa Brătianu 1913 einen Sanitätsdienst für Cholera-Kranke, die am bulgarischen Feldzug teilgenommen hatten. Auch ließ sie Räume im Știrbei-Palast und ihr Haus im Bukarester Stadtteil Amzei zu Lazaretten umbauen. Als der Erste Weltkrieg begann, organisierte sie eine Frauenwerkstatt, die unter dem Namen Albina bekannt wurde, um die Tradition des rumänischen Nähhandwerks zu fördern. In der Schule lernten die Schülerinnen, traditionelle rumänische Blusen und Schafsfellmäntel sowie andere traditionelle Kleidung herzustellen. Brătianu sammelte Muster von Handarbeiten und veröffentlichte sie in einem Buch. Sie organisierte eine Näherinnenschule in Ștefănești und stellte eine weitere Publikation mit den besten Arbeiten der Schülerinnen zusammen. Um die Werke von Dostojewski und Tolstoi in der Originalsprache lesen zu können, begann Elisa Brătianu während des Kriegs, Russisch zu lernen.
Nach Kriegsende begleitete Brătianu ihren Mann, der zu diesem Zeitpunkt Premierminister Rumäniens war, zur Pariser Friedenskonferenz von 1919 und nahm an der sie begleitenden internationalen Frauenkonferenz teil. Nachdem Ion Brătianus Mutter Caliopia am 3. Februar 1920 gestorben war nutzten die Eheleute das Anwesen Florica der Familie Brătianu in Ștefănești als Landsitz. Ion übergab die Gärten an Brătianu, was einen Konflikt mit seiner Schwester Sabina Cantacuzino verschärfte, die die Gärten als das Erbe ihrer Mutter betrachtete. Elisa Brătianu trat daraufhin von der Gestaltung der Gärten zurück und hinterließ diese ihrer Schwägerin.
Nachdem Ion Brătianu 1927 gestorben war, vereinbarten seine Witwe und seine Brüder, Vintila und Constantin, eine Stiftung zu seinen Ehren zu gründen. Ihr Zweck waren die Einrichtung einer Bibliothek zur Archivierung von Ions Nachlass, die Veröffentlichung seiner wichtigsten Werke und die Errichtung einer Statue zu seinem Gedenken. Brătianu stiftete dafür zwei Grundstücke, die Brüder stifteten 6000 Bände aus der Bibliothek Florica, die zuvor Ion gehört hatte. Auch die Erben von Dimitrie Sturdza und andere Familienangehörige stifteten der Bibliothek Bücher, so dass der Bestand bis 1933 auf über 20.000 Bände anwuchs. Im Jahr 1931 wurde mit dem Bau eines Gebäudes für die Bibliothek und den Lesesaal begonnen, das um 1938 fertiggestellt wurde. 1935 beauftragte die Stiftung den renommierten rumänischen Bildhauer Ivan Meštrović eine Marmorstatue von Ion Brătianu für den Park vor der neuen Bibliothek zu erschaffen. Die Einweihung des Projekts fand am 24. November 1938 statt.
Ab 1940 diktierte Brătianu ihrer Sekretärin ihre Memoiren auf Französisch. Nachdem ihre Schwestern die Erinnerungen als „langweilig“ bezeichnet hatten, vernichtete sie das erste Manuskript. Es wird vermutet, dass sie später eine zweite Version ihrer Memoiren diktierte, die aber in den Archiven der Securitate landete. Während des Zweiten Weltkriegs wurde sie von den Führern der Liberalen Partei ermutigt, mit alliierten Diplomaten wie Reginald Hoare in Kontakt zu bleiben, um darüber zu verhandeln, wie die Rumänen die sowjetische Expansion begrenzen könnten. Sie wurde auch als Abgesandte nach Kairo geschickt, um die Möglichkeit eines Waffenstillstands mit den westlichen Alliierten zu erkunden. Als die rumänische Regierung 1945 begann, Kinder, die unter Hunger und Armut litten, aus Moldawien nach Bukarest zu bringen, ließ Brătianu für sie Schuhe herstellen.
Als die Kommunisten 1945 die Regierung übernahmen, wurde die Kulturstiftung Ion I.C. Brătianu aufgelöst und das Gebäude verstaatlicht; Bücher, Möbel und die Statue verschwanden. 1948 wurde Elisa Brătianu enteignet und aus ihrem Haus vertrieben. Es gelang ihr, einige ihrer Familienerbstücke mitzunehmen, und sie konnte bei Magdalena Beldiman, der Tochter des rumänischen Politikers und Schriftstellers Radu Rosetti, unterkommen. In ihren letzten Lebensjahren sicherte sie ihren Lebensunterhalt, indem sie ihre Möbel und das Familiensilber verkaufte und Hausschuhe für den Verkauf produzierte.

### Tod und Gedenken
Brătianu starb am 13. Mai 1957 und wurde in der Rosetti-Familiengruft auf dem Bellu-Friedhof in Bukarest beigesetzt. Im Jahr 1991, nachdem die Rumänische Revolution das kommunistische Regime gestürzt hatte, wurde die Statue von Ion Brătianu ausfindig gemacht und an ihrem ursprünglichen Standort wieder aufgestellt. Marian Stefan sammelte die Memoiren von Elisa und Ion Brătianu und veröffentlichte sie 1992 und 1997 im Magazin Istoric. 1999 wurden sie unter dem Titel Elisa Brătianu, Ion IC Brătianu, Memorii involuntare veröffentlicht. Zu ihrem 145. Geburtstag im Jahre 2015 wurde der zweite Band Memoriile prințesei Elisa Știrbey Brătianu publiziert. Die Villa Florica wurde zum Muzeul Național Brătianu, und einer der Räume ist Elisa Brătianu gewidmet.

## Publikationen (Auswahl)
- Bucura Dumbrava: Pandurul. Editura Librăriei Scoalelor C. Sfetea, Bukarest 1912 (rumänisch).
- Les hommes d'Etat pendant la guerre: lettre ouverte à M. William Martin. In: Indépendance Roumaine. Bukarest 1929, OCLC 716765184 (französisch).
- Compte-rendu sur Peace making, 1919, by Harold Nicolson. Editura Cartea Romaneasca, Bukarest 1933, OCLC 462386904 (französisch).
- Cusaturi romanesti. Consiliului Superior al Industriei Casnice, Bukarest 1943 (issuu.com).